# Gazelle de Thomson
Eudorcas thomsonii
 (août 2016).
Si vous disposez d'ouvrages ou d'articles de référence ou si vous connaissez des sites web de qualité traitant du thème abordé ici, merci de compléter l'article en donnant les références utiles à sa vérifiabilité et en les liant à la section « Notes et références ».
Espèce
Statut de conservation UICN

 LC  : Préoccupation mineure
Synonymes
- Gazella thomsonii Günther, 1884[1],[2]

La Gazelle de Thomson (Eudorcas thomsonii), Swala tomi en swahili, est une espèce de gazelle de la famille des bovidés. Elle tient son nom de celui de l'explorateur écossais Joseph Thomson. Elle est également appelée Thommie.
La gazelle de Thomson est une petite gazelle, et elle se trouve uniquement en Afrique de l'Est au Kenya, en Tanzanie, au sud du Soudan et au sud de l'Éthiopie.

## Morphologie et physiologie
La gazelle de Thomson mesure de 55 à 82 cm au garrot, avec une moyenne de 67 cm de haut au garrot pour l'espèce ; les mâles sont plus grands que les femelles. La longueur du corps est de 80 cm à 120 cm (100 cm en moyenne). Elle pèse de 20 à 35 kg (27 kg en moyenne) pour les mâles contre 13 à 25 kg (18 kg en moyenne) pour les femelles. Le mâle a des cornes droites et annelées de 30 cm de long, la femelle possède de petites cornes fines et droites de 10 cm.
Elle a de longues pattes fines et légères avec des sabots frêles et très pointus. Son corps est mince, compact et court avec une petite tête. Les os fins sont légers, la colonne vertébrale est très flexible. Ses poumons et son cœur sont très développés. Enfin la gazelle est dotée d'une grande capacité respiratoire VO2max (volume d'oxygène inspiré à l'effort).
La gazelle de Thomson est en 3 couleurs distinctes, elle a un pelage fauve sur le dos, blanc sur le ventre avec une bande noire oblique caractéristique sur le flanc. Ces couleurs claires ont une utilité : vivant dans les régions chaudes et sèches, elles lui permettent de réfléchir un maximum les rayons du soleil, éviter de transpirer, et donc économiser l'eau de son corps.
La durée de vie de l'espèce est de dix ans dans la nature et jusqu'à dix-huit ans en captivité.

### Reproduction

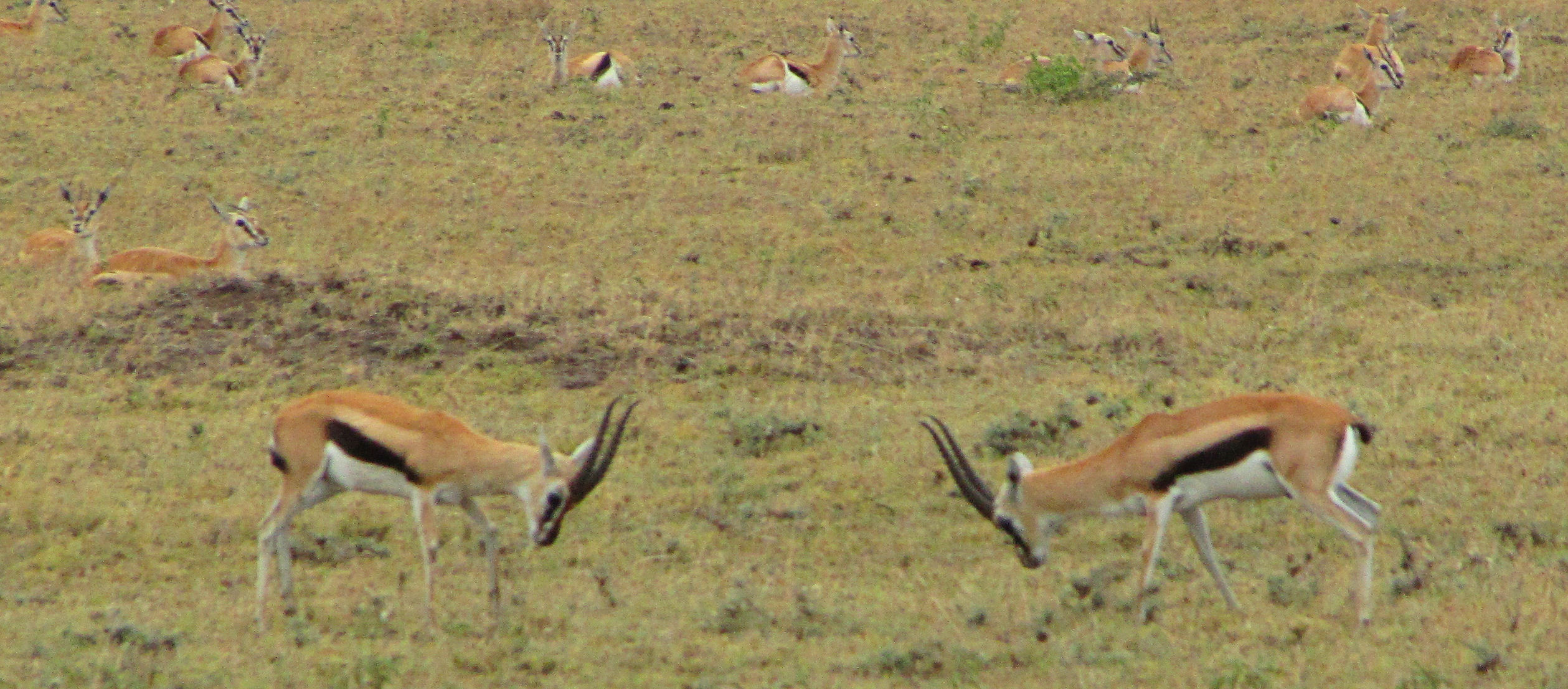
Combat entre deux mâles gazelles de Thomson

Dès que le rut revient avec les pluies, en avril-mai, les mâles marquent les lisières en urinant et déféquant sur le sol nu. Ils frottent les herbes avec les sécrétions odorantes de leur glande préorbitale (au coin de l'œil). Malgré son apparence fragile, cette antilope est assez querelleuse, les combats entre mâles peuvent être violents.
Tout l'espace est ainsi découpé en une mosaïque de domaines où circulent les bandes de jeunes et de femelles. Chaque mâle s'évertue à retenir une femelle de passage. La saison des amours revient deux fois par an.
La gestation des gazelles de Thomson est d'environ cinq à six mois avec une portée généralement d'un seul, mais parfois deux jeunes. Les femelles redeviennent fécondes deux ou trois semaines après la mise bas.
Le faon naît souvent vers midi, quand dorment les fauves, et à l'écart du troupeau. La mise bas dure à peine dix minutes. La mère, qui s'était allongée pour mettre bas, se relève en plein travail. Sitôt que sa mère l'a léché, le nouveau-né finit de sécher. En s'éloignant de lui, elle détourne l'attention des fauves. Dix minutes après la naissance, il tente déjà de se lever. La première tétée a lieu un quart d'heure après la mise bas. C'est le bébé qui prend l'initiative. La mère toujours sur le qui-vive, évite de se coucher pour l'aider et le laisse s'autonomiser rapidement.

## Comportement
La gazelle de Thomson peut courir jusqu'à 70 km/h environ ou même 80 km/h. Elle a la particularité de courir extrêmement vite en ligne droite ou en zigzaguant lorsqu'elle est poursuivie par le guépard (le plus rapide des carnivores), elle sait prendre des virages très serrés et tenir la distance, tel qu'elle arrive souvent grâce à ses techniques à lui échapper. Elle pratique des sauts allant jusqu'à 2 mètres en hauteur et jusqu'à 6 mètres en longueur. Très énergique, les « Thommies » s'amusent quotidiennement au jeu de saute-mouton et font des séries de sauts (appelé « Pronking ») à des hauteurs variables d'un à deux mètres à la verticale tout en courant à vive allure.

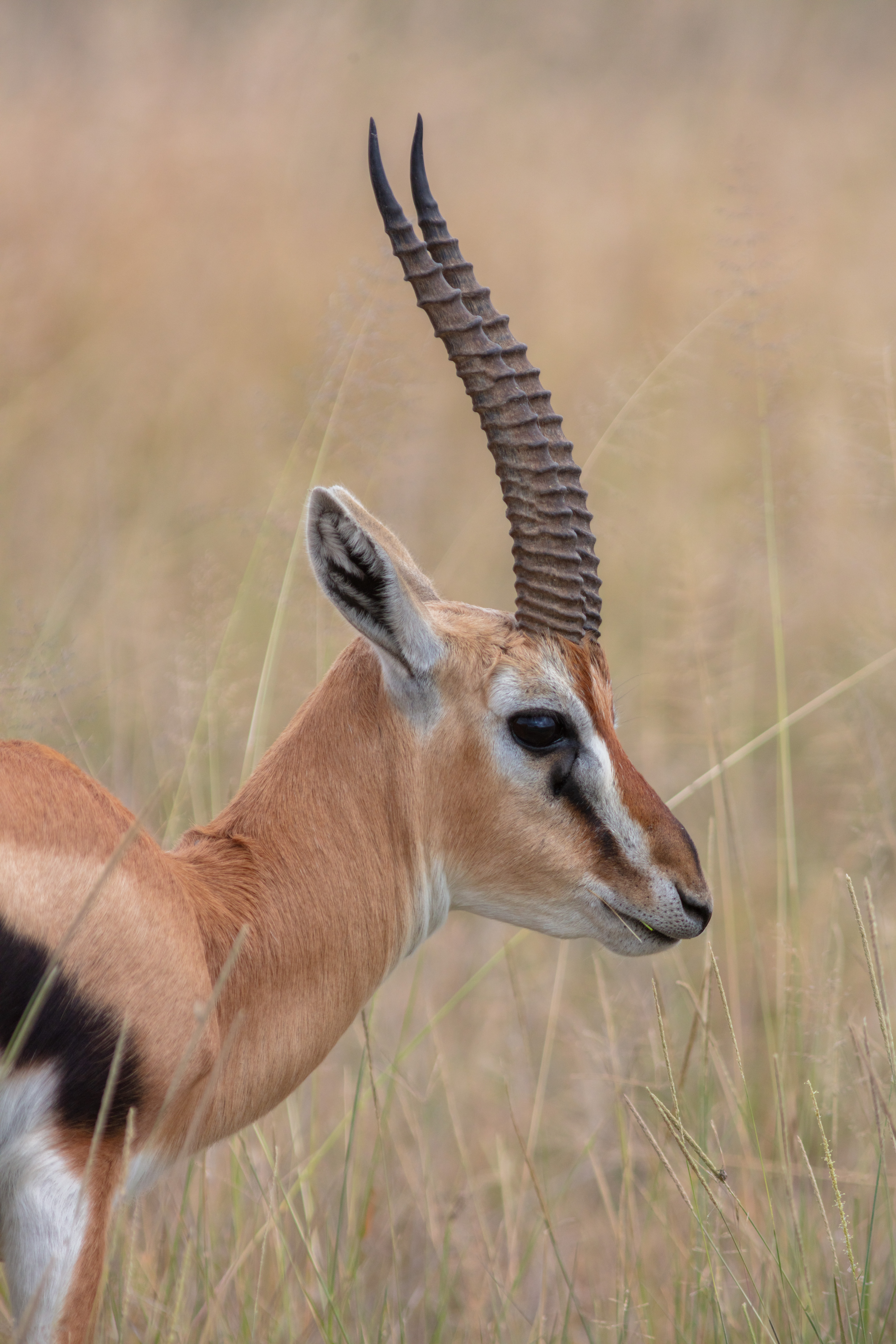
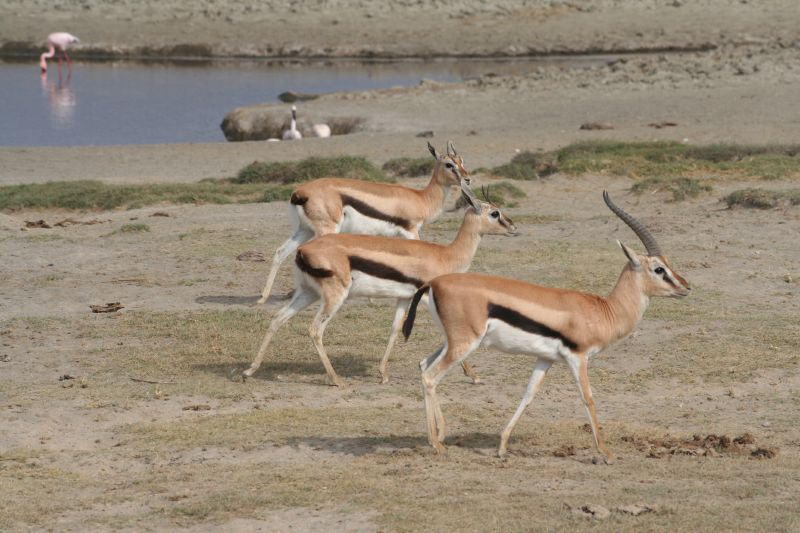
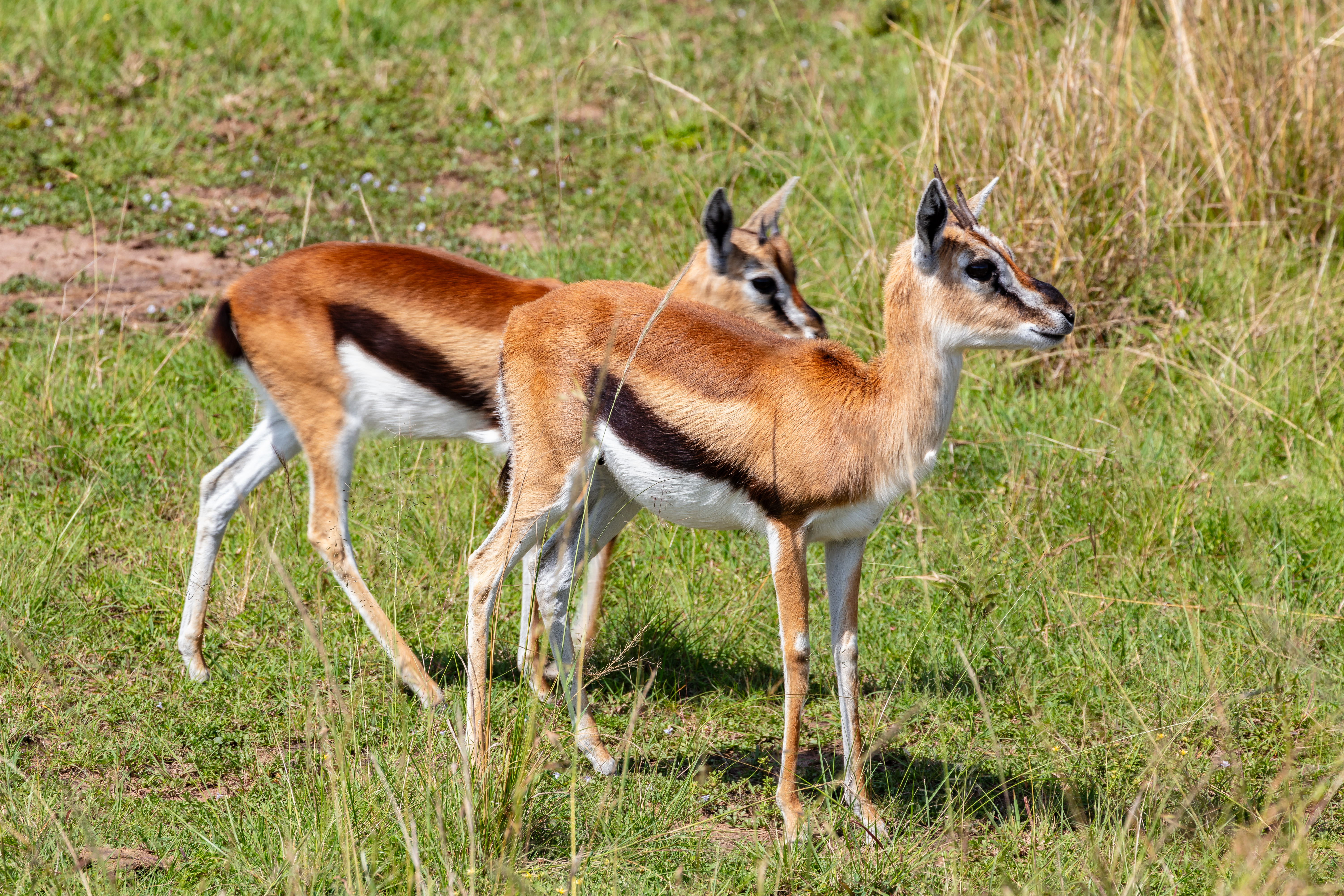
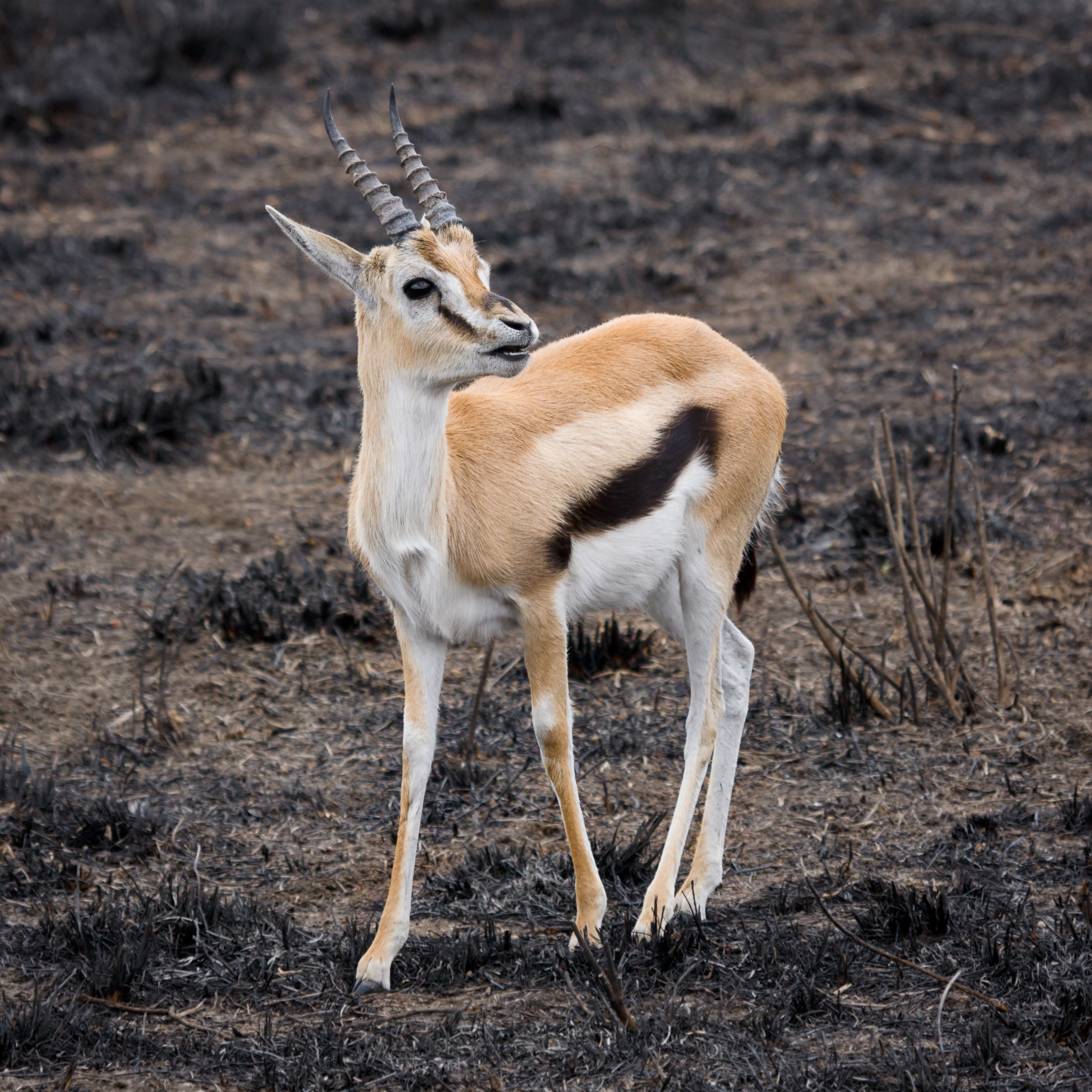
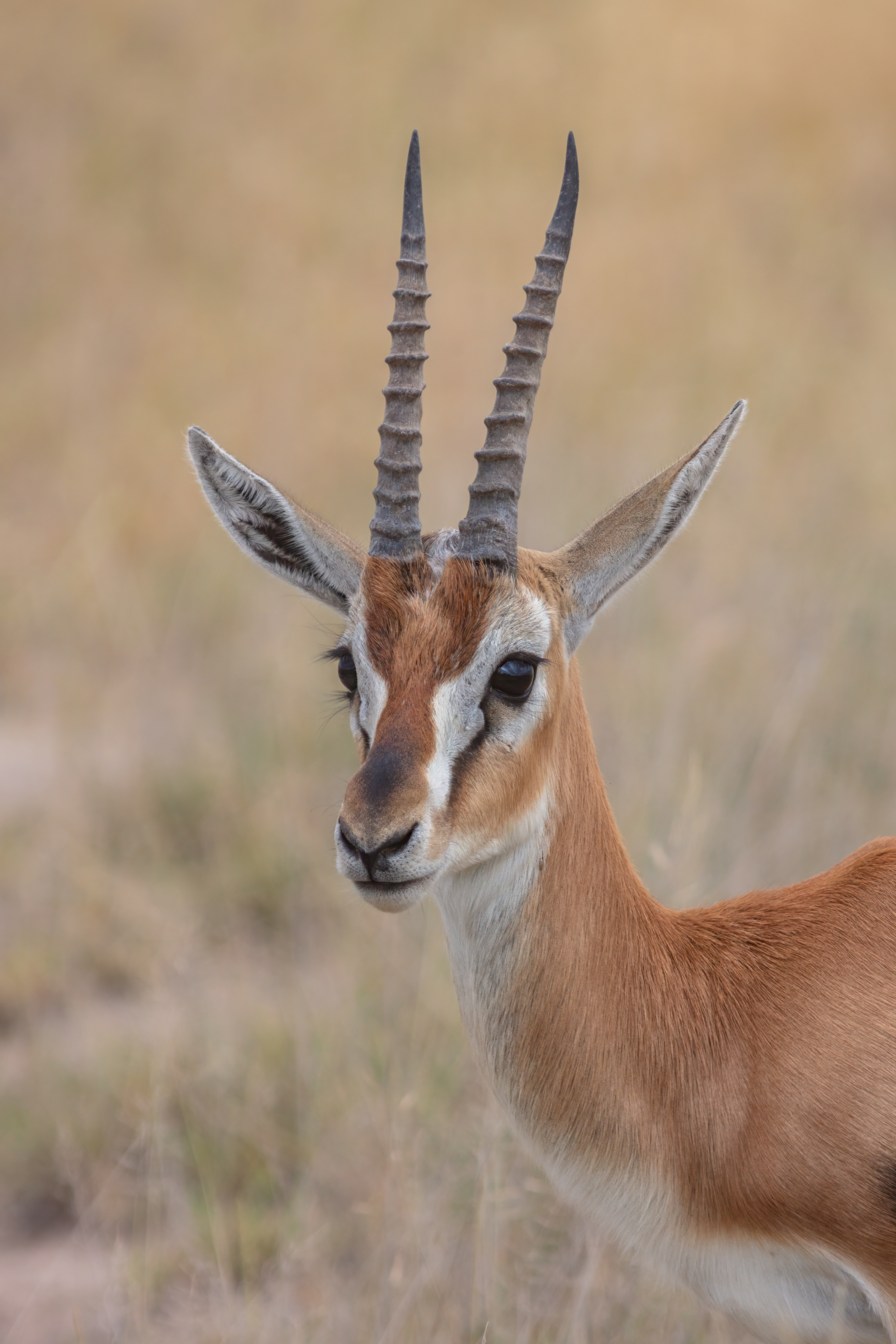

La gazelle de Thomson a une très bonne vue, une bonne ouïe, un bon odorat et peut repérer un prédateur à 300 mètres de distance. Très nerveuse, elle est souvent sur le qui-vive. A la moindre alarme d'une d'entre elles, c'est la fuite précipitée de toutes les gazelles.
Chaque année, lors de la grande migration entre le Kenya et la Tanzanie, les crocodiles du Nil et les autres prédateurs sont une menace pour les gazelles de Thomson et les autres herbivores de la savane.

## Prédateurs

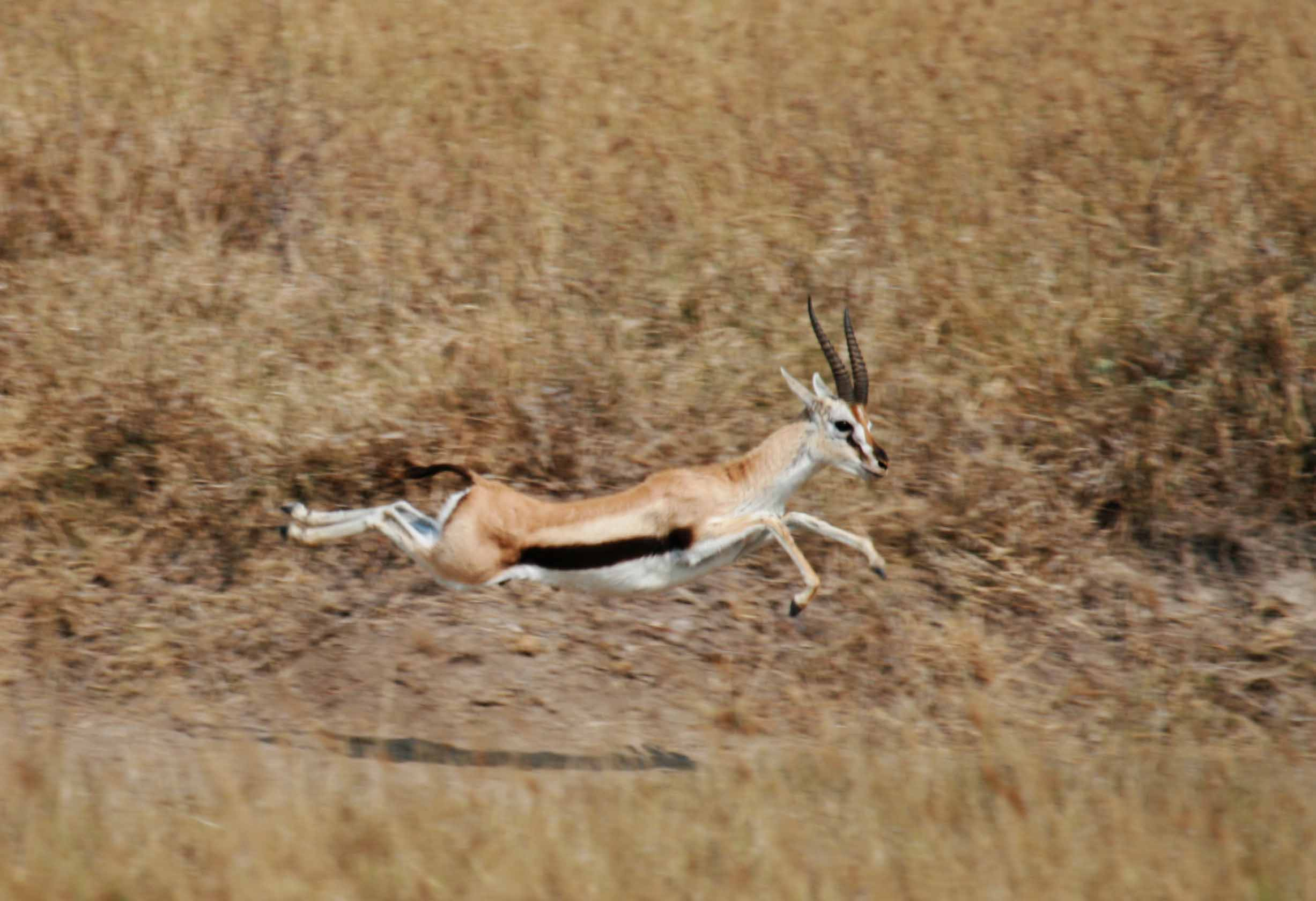
Elle a une technique de fuite efficace pour décourager ses prédateurs, qui se résume à courir extrêmement vite en zigzaguant

En cas de danger, les gazelles de Thomson courent extrêmement vite (72 km/h), elles sont suffisamment rapides et agiles pour échapper aux lions, aux hyènes tachetées, aux lycaons et aux léopards. Agiles, elles peuvent bondir jusqu'à 2 mètres de hauteur et 6 mètres de longueur pour avertir leurs prédateurs. Les gazelles malades, âgées, blessées, femelles en pleine gestation ou les faons constituent les proies idéales des lions, hyènes tachetées, léopards, guépards et lycaons et même de prédateurs plus petits comme les chacals et les caracals.
Près d'une rivière, les gazelles de Thomson peuvent être surprises et devenir la proie des lionnes et des léopards, mais ses prédateurs chassent à l'affût et ne peuvent pas la poursuivre très longtemps. Les gazelles de Thomson vivent seulement en terrain découvert (savane), là ou les lionnes et les léopards n'ont aucune chance de rattraper une gazelle de Thomson en bonne condition physique. Le problème avec les bords de rivière glissants et escarpés, c'est qu'ils sont dangereux et inadaptés à ses pattes fines et fragiles ainsi qu'à ses petits sabots, de ce fait une lionne ou une panthère qui elle possède des pattes plus larges et robustes, peuvent la rattraper sur ce type de terrain meuble. La gazelle peut se jeter à l'eau, même à fort courant, elle est plutôt bonne nageuse, mais elle craint néanmoins le crocodile qui est plus rapide qu'elle à la nage, dans l'eau elle n'a aucune défense contre lui.
Parmi les grands félins, il y a principalement les guépards, les seuls prédateurs à pouvoir rivaliser en vitesse,, mais aussi leurs jeunes. Sous la surveillance de sa mère, un jeune guépard poursuit un faon qu'elle lui a « confié ». Le félin adolescent reste hésitant et gauche. Imbattable à la course en ligne droite, le guépard a pourtant du mal à suivre les zigzags de cette gazelle ; sur une distance plus longue que 400 mètres, il est largement dépassé par la gazelle de Thomson qui peut courir à sa vitesse maximale pendant 1 à 2 kilomètres puis ralentit à une vitesse inférieure (40 km/h) et s'épuise finalement après 4 à 5 kilomètres de course. Sa course est supérieure à la majorité des félins et carnivores (sauf guépard pour la pointe) ainsi qu'aux antilopes de forêts (guibs, bongos) et s'explique par sa taille et son environnement. À noter aussi qu'avec le guépard, elle laisse une distance de sécurité plus grande qu'avec les autres prédateurs.
Le guépard finit par la renverser d'un coup de patte. Il n'est pas rare que leur mère aille elle-même chercher un faon et le rapporte vivant dans sa gueule pour que ses petits s'exercent à le capturer et à l'étrangler.
La gazelle de Thomson peut se défendre et aussi protéger son petit contre les attaques de babouins, aigles, caracals, servals et chacals, elle est très agressive et ne craint que les grands prédateurs face auxquels elle est obligée de prendre la fuite. Le python peut également tuer et dévorer une gazelle de Thomson adulte.

## Habitat et alimentation

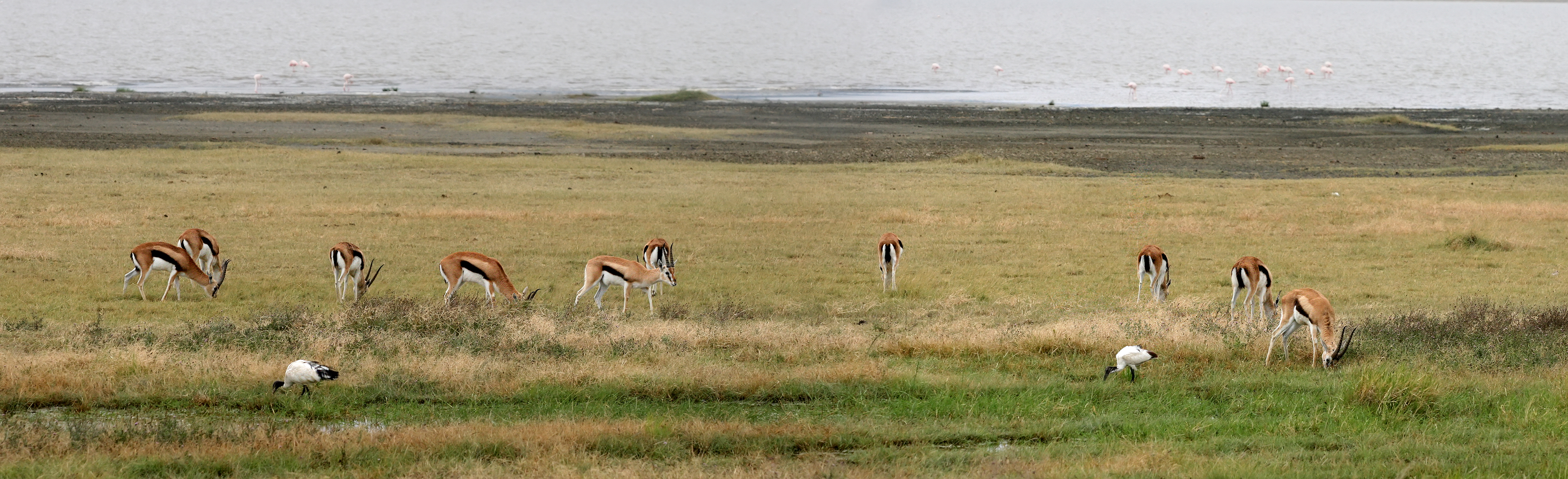
Gazelles de Thomson

Du nord de la Tanzanie au sud du Kenya, les troupes de gazelles de Thomson résidentes ou erratiques se déplacent au gré des pluies et des pâtures, mais ne migrent jamais si vite que leurs voisins les gnous et les zèbres. Car elles n'ont pas besoin de hautes herbes pour brouter. Leur menu est plus varié, des herbes courtes, du feuillage, des fruits.
En mars-avril, quand la saison des pluies fait croître les hautes herbes, elles ne peuvent plus accéder seules à leur mets préféré : les jeunes pousses de graminées succulentes et riches en protéines. Elles suivent alors les troupeaux de zèbres et de gnous qui leur ouvrent la savane : ils se bourrent de tiges en négligeant les pousses au ras du sol. Bien après qu'ils sont repartis vers le nord, à l'approche de la saison sèche, les gazelles restent derrière, broutant les restes.
Elles se rafraîchissent par la transpiration et l'évaporation. Tant que les plantes restent juteuses, elles se passent de boire. Quand tous les végétaux sont grillés, il leur faut alors s'abreuver. De juin à octobre, femelles et petits dérivent en hardes pour cueillir des baies et des ramilles encore vives dans le corridor, au nord-ouest, où les rivières de la plaine du Serengeti s'écoulent vers le lac Victoria.
Plus solitaires, plus sédentaires, les mâles reproducteurs traînent la patte. Chacun reste attaché à son territoire, un domaine de 100 à 200 mètres de diamètre.
C'est une espèce vivant principalement en savane tropicale, les gazelles de Thomson supportent moins bien la sécheresse que d'autres gazelles.

## Statut
En 1978, il y avait environ 1,2 à 1,3 million de gazelles de Thomson en Afrique de l'Est.
En 2005, l'estimation de la population totale est d'environ 550 000 individus. Il y a eu un déclin de population de 60-70 % durant la période 1978-2005, en plusieurs endroits, y compris dans les zones principales pour l'espèce : Serengeti, Masaï Mara et Ngorongoro. La Gazelle de Thomson arrive à être protégé dans un certain nombre de secteurs principaux de la population ; Serengeti-Mara, où le tourisme de la faune et de la flore est la seule utilisation de terre permise. Les plus grandes menaces pour les gazelles de Thomson sont les impacts touristiques, la modification de leur habitat en raison de l'invasion d'usine de plantes exotiques, de la chasse et du développement des routes.
Au 16 février 2018, d'après la liste rouge de l'UICN sa population serait descendue à 145 000 individus, donc encore en diminution, par rapport à 2005. Elle devient de plus en plus menacée, surtout à cause de la chasse.

## Sous-espèces
Il existe deux sous-espèces référencées, :
- Eudorcas thomsonii nasalis (Lönnberg, 1908)
- Eudorcas thomsonii thomsonii (Günther, 1884)